# Doganica
Doganica (cyr. Доганица) – wieś w Serbii, w okręgu pczyńskim, w gminie Bosilegrad. W 2011 roku liczyła 28 mieszkańców.